# Tauleta d'Idàlion
La Tauleta d'Idàlion és una tauleta de bronze del segle v abans de la nostra era, que aparegué en el jaciment xipriota d'Idàlion. Està escrita en el dialecte grec arcadoxipriota i usant el sil·labari xipriota.
La tauleta era en l'antic dipòsit oficial del Temple d'Atena de l'acròpoli occidental d'Idàlion, a Xipre, on la va descobrir, el 1850, un granger del poble de Dali. La va comprar Honoré Théodoric d'Albert de Luynes, que la donà a la Biblioteca Nacional de França el 1862.
Hui és al Cabinet des médailles de París. La inscripció, però, no fou pas desxifrada fins al descobriment, el 1870, de la Inscripció bilingüe d'Idàlion.
Té gran importància per a la història dels regnes xipriotes. Està gravada pels dos costats amb una llarga inscripció que registra un contracte fet entre "el rei i la ciutat" i atorga una recompensa a una família de metges que donaren serveis de salut gratuïts a les víctimes quan la ciutat fou assetjada pels perses i per Cítion (Làrnaca) el 478-470 abans de la nostra era. Mostra el sistema polític i les condicions socioeconòmiques durant la guerra. La decisió conjunta del rei i la ciutadania manifesta el caràcter democràtic de la ciutat, semblant als models grecs. També parla del sistema de benestar social més antic que es coneix.

## Inscripció

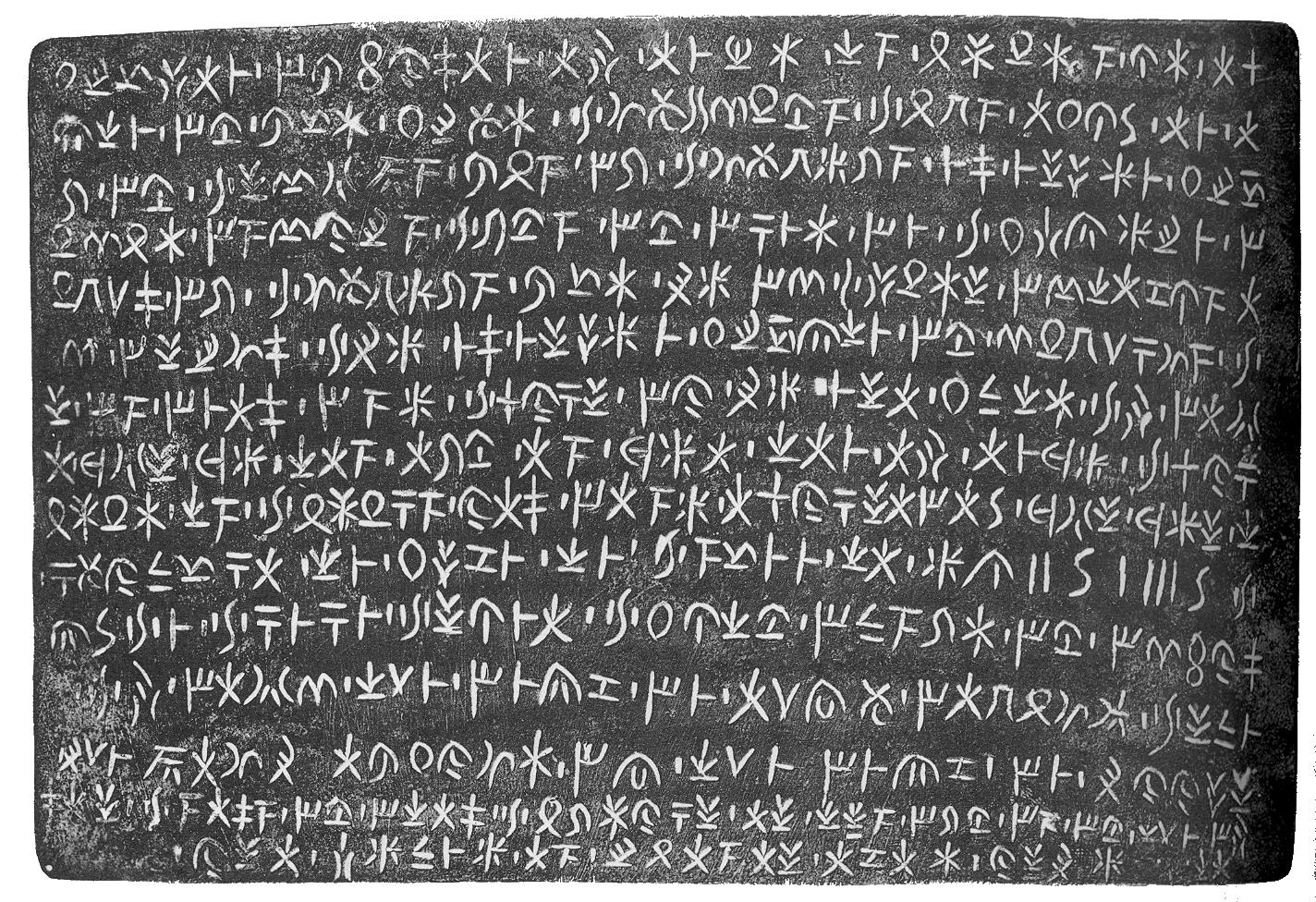
Calc de la inscripció

Unes dues línies del text diuen:
... Van ordenar, a Onàsilon, (fill) d'Onasikupron el metge i als germans, que curassen els ferits en la batalla, sense pagament.
La transcripció grega (amb els caràcters xipriotes entre parèntesis) és:
... anógon-(a-no-ko-ne) Onasilon -(o-na-si-el-ne) ton Onasikuprón -(to-no-na-si-ku-po-(Línia 3)ro-ne) ton iatéran -(to-ni-ja-et-ra-ne) cas-(ca-es) tos-(to-es) kasignétos-(ca-si-ke-ne-to-es) iasthai-(i-ja- sa-ta-i) tos-(to-es) (= men)a(n)thrópos-(a-to-ro-po-es) tos-(to-es) i(n) tái-(i- ta-i) makhái-(dt.-ca-i) ikmamenos-(i-ki-(Línia 4)dt.-em-no-es) aneu-(a-ne-o) misthón-(la meva-si-to- ne)...
La línia 3 s'inicia amb el caràcter xipriota ro (sembla un 'llaç de corda, amb l'extrem obert cap avall'; el bucle és la meitat superior del caràcter), i la línia 4 s'inicia amb el xipriota dt. (una 'X', amb una petita marca a la part superior).